# Lacombe (Francja)
Lacombe – miejscowość i gmina we Francji, w regionie Oksytania, w departamencie Aude.
Według danych na rok 1990 gminę zamieszkiwało 139 osób, a gęstość zaludnienia wynosiła 9 osób/km² (wśród 1545 gmin Langwedocji-Roussillon Lacombe plasuje się na 764. miejscu pod względem liczby ludności, natomiast pod względem powierzchni na miejscu 520.).